# Склады Гальбы
Склады Гальбы, Гальбовы склады (лат. horrea Galbana/Galbiana/Galbes/Galbae) — в античном Риме продовольственные склады в южной части города между Авентином и холмом Тестаччо.
Склады были выстроены на земле знатного рода Сульпициев Гальба, на участке городской виллы, одним из членов этого рода. На складах Гальбы хранились хлеб, вино, оливковое масло.
Благодаря раскопкам в начале XX века и сохранившимся частям Мраморного плана Рима, стало известно, что склады состояли из трёх огромных прямоугольных корпусов, расположенных симметрично, разделённых дворами, на которые открывались отдельные помещения складов. Всего склады были разделены на 140 помещений, по крайней мере, на первом этаже, и занимали площадь в 21 000 м².